# Koprivovke
Koprivovke (lat. Urticaceae), biljna porodica raširena po cijelom svijetu osim Arktika, Antarktike i pustinjskim područjima. Glavni rod urtica ili kopriva porodici je dala svoje ime, a nekada se smatrala i da čini samostalni red Urticales (koprivolike), a danas se klasificira redu ružolike (Rosales).
Porodicu Koprivovki čine 54 roda s 1 465 vrsta zeljastog bilja, grmova i manjih stabala. Uz koprivu poznata je vrsta kućna sreća, za koju se vjeruje da donosi sreću u kuću, dok je anglosaksonskih naroda poznata kao dječje suze (Baby tears; znanstveno nazvana Helxine soleiroli).
Koprive su poznate po tome što imaju sitne dlačice po lišću i stabljikama koje na dodir žare i peckaju kožu, pa su poznate i kao žara. Neke vrste koja pripadaju rodu Cecropia, koriste se protiv tvrdokornog celulita. ovom rodu pripada takozvana drvo truba ili Cecropia peltata i stablo top Cecropia obtusifolia. kako su cekropije šuplje neka indijanska plemena tropske Amerike koriste ih za izradu glazbenih instrumenata.

## Rodovi
Subfamilia Cecropioideae Romaniuc
1. Leucosyke Zoll. & Moritzi (31 spp.)
2. Maoutia Wedd. (10 spp.)
3. Gibbsia Rendle (2 spp.)
4. Coussapoa Aubl. (49 spp.)
5. Myrianthus P. Beauv. (8 spp.)
6. Cecropia Loefl. (62 spp.)
7. Pourouma Aubl. (31 spp.)
8. Musanga R. Br. (2 spp.)
9. Subfamilia Urticoideae Arn.
10. Tribus Boehmerieae Gaudich.
  1. Subtribus Parietariinae ined.
    1. Soleirolia Gaudich. (1 sp.)
    2. Parietaria L. (26 spp.)
    3. Gesnouinia Gaudich. (1 sp.)

  2. Subtribus Forsskaoleinae ined.
    1. Forsskaolea L. (7 spp.)
    2. Didymodoxa Wedd. (2 spp.)
    3. Droguetia Gaudich. (7 spp.)
    4. Australina Gaudich. (2 spp.)

  3. Subtribus neopisana
    1. Oreocnide Miq. (15 spp.)

  4. Subtribus neopisana
    1. Phenax Wedd. (27 spp.)
    2. Chamabainia Wight (1 sp.)
    3. Gonostegia Turcz. (3 spp.)
    4. Pouzolzia Gaudich. (48 spp.)
    5. Neodistemon Babu & A. N. Henry (1 sp.)
    6. Hemistylus Benth. (4 spp.)
    7. Rousselia Gaudich. (4 spp.)
    8. Neraudia Gaudich. (5 spp.)
    9. Nothocnide Blume (4 spp.)
    10. Pipturus Wedd. (31 spp.)

  5. Subtribus Boehmeriinae ined.
    1. Astrothalamus C. B. Rob. (1 sp.)
    2. Archiboehmeria C. J. Chen (1 sp.)
    3. Sarcochlamys Gaudich. (1 sp.)
    4. Cypholophus Wedd. (36 spp.)
    5. Debregeasia Gaudich. (10 spp.)
    6. Boehmeria Jacq. (52 spp.)
11. Tribus Urticeae Lam. & DC.
  1. Subtribus Elatostematinae ined.
    1. Procris Juss. (24 spp.)
    2. Elatostema J. R. Forst. & G. Forst. (668 spp.)
    3. Elatostematoides C. B. Rob. (25 spp.)

  2. Subtribus Lecanthinae ined.
    1. Myriocarpa Benth. (14 spp.)
    2. Gyrotaenia Griseb. (5 spp.)
    3. Petelotiella Gagnep. (1 sp.)
    4. Lecanthus Wedd. (4 spp.)
    5. Achudemia Blume (5 spp.)
    6. Pilea Lindl. (603 spp.)
    7. Metapilea W. T. Wang (1 sp.)

  3. Subtribus Urticinae
    1. Laportea Gaudich. (33 spp.)
    2. Obetia Gaudich. (6 spp.)
    3. Urera Gaudich. (26 spp.)
    4. Scepocarpus Wedd. (19 spp.)
    5. Touchardia Gaudich. (2 spp.)
    6. Parsana Parsa & Maleki (1 sp.)
    7. Zhengyia T. Deng, D. G. Zhang & H. Sun (1 sp.)
    8. Poikilospermum Zipp. ex Miq. (27 spp.)
    9. Discocnide Chew (1 sp.)
    10. Dendrocnide Miq. (42 spp.)
    11. Girardinia Gaudich. (2 spp.)
    12. Nanocnide Blume (3 spp.)
    13. Urtica L. (68 spp.)
    14. Hesperocnide Torr. (2 spp.)
12. Subfamilia bez položaja
  1. Metatrophis F. Br. (1 sp.)

- †Ekrixanthera

- Urtica dioica, najpoznatija vrsta koprive
- Laportea cuspidata
- list roda Urtica
- stablo, Pipturus argenteus
- Girardinia diversifolia
- Dendrocnide microstigma